# حسن الطباطبائي القمي
آية الله العظمى حسن الطباطبائي القمي (بالفارسية: سید حسن طباطبایی قمی) هو مرجع شيعي إيراني. ولد سنة 1329 هـ في مدينة مشهد، وتوفي فيها سنة 1428 هـ. وكان من المراجع الذين وقفوا ضد إزالة الشهادة الثالثة من الأذان المذاع في الإذاعة الإيرانية.